# Спиридонов Андрій Васильович
Андрій Васильович Спиридонов (рос. Андрей Васильевич Спиридонов; 16 квітня 1984, м. Москва, Росія) — російський хокеїст, захисник. Виступає за «Металург» (Жлобин) у Білоруській Екстралізі. Майстер спорту. 
Вихованець хокейної школи «Крила Рад» (Москва). Виступав «Крила Рад-2» (Москва), «Єлемаш-2» (Електросталь), «Динамо-2» (Москва), СКА (Санкт-Петербург), МВД (Твер), ТХК (Твер), «Керамін» (Мінськ), «Молот-Прикам'є» (Перм), «Лада» (Тольятті), «Динамо» (Мінськ), «Амур» (Хабаровськ), «Сибір» (Новосибірськ), «Металург» (Новокузнецьк), «Дизель» (Пенза).
У складі молодіжної збірної Росії учасник чемпіонату світу 2004. 
Батько: Василь Спиридонов.
Досягнення
- Переможець чемпіонату Росії серед команд вищої ліги (2005), бронзовий призер (2010)
- Чемпіон Білорусі (2012), срібний призер (2005), бронзовий призер (2011)
- Володар Кубка Білорусі (2011), фіналіст (2010).